# Scorpiops alexandreanneorum
Espèce
Synonymes
- Euscorpiops alexandreanneorum Lourenço, 2013

Scorpiops alexandreanneorum est une espèce de scorpions de la famille des Scorpiopidae.

## Distribution
Cette espèce est endémique de la province de Luang Prabang au Laos. Elle se rencontre vers Ngoi.

## Description
Le mâle holotype mesure 38,2 mm.

## Systématique et taxinomie
Cette espèce a été décrite sous le protonyme Euscorpiops alexandreanneorum par Lourenço en 2013. Elle est placée dans le genre Scorpiops par Kovařík, Lowe, Stockmann et Šťáhlavský en 2020.

## Étymologie
Cette espèce est nommée en l'honneur d'Alexandre Teynié et Anne Lottier.

## Publication originale
- Lourenço, 2013 : « A new species of Euscorpiops Vachon 1980 from Laos (Scorpiones: Euscorpiidae: Scorpiopinae). » Acta Arachnologica, vol. 62, no 1, p. 23-27 (texte intégral).